# 青雲譜区
青雲譜区（せいうんふ-く）は中華人民共和国江西省南昌市に位置する市轄区。

## 行政区画
- 街道:洪都街道、京山街道、三家店街道、岱山街道、徐家坊街道
- 鎮:青雲譜鎮

## 交通

### 鉄道
- 南昌地下鉄
  - ■3号線

### 道路
- 国道
  - G105国道
  - G316国道
  - G320国道